# Tadeusz Więckowski (inżynier)
Tadeusz Wiesław Więckowski (ur. 31 października 1952 w Lwówku Śląskim) – polski inżynier, profesor nauk technicznych, rektor Politechniki Wrocławskiej w kadencjach 2008–2012 i 2012–2016.

## Życiorys
Studiował na Politechnice Wrocławskiej, gdzie ukończył w 1976 Wydział Elektroniki. W 1980 uzyskał stopień doktora nauk technicznych. Habilitował się na macierzystym wydziale w 1993 na podstawie rozprawy zatytułowanej Anteny ramowe w metrologii pól elektromagnetycznych. Postanowieniem prezydenta RP z 20 sierpnia 2002 otrzymał tytuł profesora nauk technicznych.
Był zatrudniony jako kierownik pracowni w Państwowej Inspekcji Radiowej. Jako naukowiec związany z Politechniką Wrocławską, od 2002 na stanowisku profesora zwyczajnego. Był prorektorem tej uczelni, zaś w 2008 został wybrany na jej rektora. Reelekcję na drugą czteroletnią kadencję uzyskał również w 2012. Został także zastępcą przewodniczącego Komitetu Elektroniki i Telekomunikacji Polskiej Akademii Nauk. Specjalizuje się w zagadnieniach dotyczących kompatybilności elektromagnetycznej, radiokomunikacji i systemach telekomunikacyjnych, jest autorem publikacji naukowych z tego zakresu.

## Odznaczenia i wyróżnienia
Odznaczony m.in. Srebrnym (2000) i Złotym (2004) Krzyżem Zasługi oraz Krzyżem Oficerskim Orderu Odrodzenia Polski (2011). Wyróżniony tytułem doktora honoris causa Politechniki Lwowskiej (2011). W 2021 został laureatem „Dolnośląskiego Klucza Sukcesu”.